# Gallicchio
Gallicchio är en ort och kommun i provinsen Potenza i regionen Basilicata i Italien. Kommunen hade 888 invånare (2017).